# ISO 3166-2:KG
Die Liste der ISO-3166-2-Codes für  Kirgisistan enthält die Codes für die sieben kirgisischen Gebiete (Oblaste) und zwei Stadtdistrikte.

Die Codes bestehen aus zwei Teilen, die durch einen Bindestrich voneinander getrennt sind. Der erste Teil gibt den Landescode gemäß ISO 3166-1 (für  Kirgisistan KG), der zweite den Code für die Region wieder.
Die aktuellen Codes stehen auf der Seite der ISO unter #iso:code:3166:KG zur Verfügung.

Für Kirgisistan bestehen diese Codes aus je einem Buchstaben für die Gebiete und aus zwei Buchstaben für die Stadtdistrikte. Seit ihrer internationalen Bekanntgabe durch die ISO 1998 wurden sie im vierten Newsletter (ISO 3166-2:2002-12-10) am 10. Dezember 2002 um die Hauptstadt Bischkek und das Oblus Batken erweitert. Am 31. Oktober 2014 wurde auch die zweite Stadt, Osch, kodiert.

Regionen in Kirgisistan

| Gebiet        | Kirgisisch         | Code  |
| ------------- | ------------------ | ----- |
| Batken        | Баткен областы     | KG-B  |
| Bischkek1     | Бишкек             | KG-GB |
| Dschalal-Abad | Жалал-Абад областы | KG-J  |
| Naryn         | Нарын областы      | KG-N  |
| Osch          | Ош областы         | KG-O  |
| Stadt Osch1   | Ош                 | KG-GO |
| Talas         | Талас областы      | KG-T  |
| Tschüi        | Чүй областы        | KG-C  |
| Yssyk-Köl     | Ысык-Көл областы   | KG-Y  |

1 Stadt